# 로마 (2018년 영화)
《로마》(스페인어: Roma)는 2018년 개봉한 멕시코의 가족 드라마 영화이다. 알폰소 쿠아론이 감독과 각본을 맡았다. 제75회 베네치아 국제 영화제(2018) 황금사자상 수상작이다. 2018년 11월 21일 북미 일부 극장에서 개봉했으며, 2018년 12월 14일 넷플릭스를 통해 전 세계에 공개되었다.
제76회 골든 글로브상 외국어영화상 수상작이다. 제24회 크리틱스 초이스 영화상 작품상, 외국어영화상 수상작이다. 제72회 영국 아카데미상 작품상, 외국어영화상 수상작이다. 제91회 아카데미상 감독상, 외국어 영화상, 촬영상 수상작이다.

## 줄거리
1970년, 클레오데가리아 "클레오" 구티에레스는 멕시코시티의 로마 콜로니아 지역에 있는 상류층 가정의 믹스텍 입주 가정부이다. 그 가정은 어머니인 소피아, 아버지인 안토니오, 학교에 다니는 네 자녀인 페페, 소피, 토뇨, 파코, 그리고 소피아의 어머니인 테레사로 구성되어 있다. 의사인 안토니오는 사업 회의를 위해 자주 집을 비우지만, 그의 부재에 대한 소피아의 괴로워하는 반응은 그가 혼외 관계를 가지고 있음을 시사한다.
한편, 클레오는 임신했을지도 모른다고 생각한다. 그녀는 남자친구인 페르민에게 말하지만, 페르민은 지지하는 척하다가 즉시 영화관에서 그녀를 버리고 떠난다. 그녀는 소피아에게 불안하게 소식을 전하고, 소피아는 정서적 위로를 제공하고 그녀를 병원으로 데려가 임신을 확인한다. 소피아는 클레오와 아이들을 가족 친구의 아시엔다로 데리고 가서 새해를 축하한다. 이 지역의 토지 문제로 최근 긴장이 고조되고, 파티 참석자들이 끄는 것을 돕는 큰 산불이 발생한다.
도시로 돌아온 클레오는 길거리에서 안토니오와 젊은 여자가 시시덕거리는 것을 본다. 그녀는 페르민을 찾아 도시 외곽의 빈민가로 가서 조베크 교수가 운영하는 군사 훈련 캠프에서 훈련 중인 그를 발견한다. 페르민은 아기가 자신의 것이라고 부인하며, 다시 그에게 말을 걸면 클레오와 아기를 때리겠다고 위협한다.
클레오는 도시로 돌아오고, 점점 더 괴로워하는 소피아는 남편의 불륜을 아이들에게 숨기려고 하지만 실패한다. 아기가 거의 나올 때가 되자, 테레사는 클레오와 함께 시내에서 아기 침대를 사러 간다. 갑자기 가게 밖에서 학생 시위가 1971년 6월 10일 성체 축일 학살로 변한다. 로스 할코네스("매")라는 준군사 조직이 시위대를 공격한다. 무장 세력은 학생을 가게 안으로 쫓아가 살해한다. 로스 할코네스 중 한 명으로 나타난 페르민은 클레오와 테레사에게 총을 겨눈 뒤 말없이 나간다. 그 다음 클레오의 양수가 터진다. 거리의 폭력으로 교통 체증이 심해져 병원으로 가기가 어렵다. 병원에 도착했을 때 안토니오가 잠시 나타나 그녀를 안심시킨 후 변명하며 떠난다. 그녀는 아기 여아가 사산되자 고통에 울부짖는다.
나중에 소피아는 클레오와 아이들을 데리고 투스판 해변으로 가족 나들이를 간다. 소피아는 아이들에게 자신과 아버지가 헤어지고 있으며, 이 나들이는 아버지가 집에서 짐을 챙길 시간을 주는 것이라고 말한다. 해변에서 강한 조류가 소피와 파코를 거의 익사시킬 뻔했지만, 클레오는 수영을 할 줄 모르는데도 물에 뛰어들어 그들을 구한다. 소피아와 아이들은 클레오에 대한 사랑을 확인하며 서로를 안고 울고, 클레오는 아기가 태어나지 않기를 바랐다고 고백한다. 일행은 집으로 돌아와 집이 재정리된 것을 발견하고, 클레오는 빨래할 옷을 준비한다.

## 출연

### 주연
- 얄리차 아파리시오
- 마리나 데 타비라

### 조연
- 낸시 가르시아 가르시아
- 마르코 그라프
- 다니엘라 데메사
- 디에고 코르티나 아우트리
- 카를로스 페랄타

## 기타
- 협력프로듀서: 산디노 사라비아 비나이
- 음향편집: 세르지오 디아즈
- 믹싱: 스킵 리브세이
- 미술: 유제니오 카발레로
- 세트: 바바라 엔리크
- 시각효과: 쉘던 스톱색
- 의상: 안나 테라자스
- 배역: 루이스 로살레스